# Gornja Vranjska
Gornja Vranjska (em cirílico: Горња Врањска) é uma vila da Sérvia localizada no município de Šabac, pertencente ao distrito de Mačva, na região de Mačva. A sua população era de 1446 habitantes segundo o censo de 2011.

## Demografia
| 1948  | 1953  | 1961  | 1971  | 1981  | 1991  | 2002  | 2011  |
| ----- | ----- | ----- | ----- | ----- | ----- | ----- | ----- |
| 1 772 | 1 855 | 1 731 | 1 565 | 1 671 | 1 627 | 1 582 | 1 446 |